# 桂米平
桂 米平（かつら よねへい、1962年8月22日 - ）は、日本の落語家。本名は平岡 孝夫（ひらおか たかお）。米朝事務所所属。上方落語協会会員。

## 来歴
大阪府豊中市出身。
1981年3月21日に3代目桂米朝に入門。高座名の「米平」は、米朝の「米」と本名の平岡の「平」を1字ずつ取った。入門当時の愛称は「平やん」。1981年6月、東山安井金比羅会館での「桂米朝落語研究会」にて初舞台を踏む。
師匠の米朝が兄弟子の桂米二に稽古をつけているのを見学していた時、足がしびれて立ち上がり損ね、米朝の顔にしがみついてしまったことがある。
1992年10月に初の独演会を開催した。

## 人物
体重は100kgを超える。2008年時点では110kgで、高座のマクラで話すと聴衆がどよめいたことから「百十の王」と呼ばれていたという。
子供向けの落語会に参加するほか、「立体紙芝居」では絵も担当する。特技は寄席文字書き。
米朝によると、初代桂春団治が考案したという「煎餅でできたレコード」が入っていた空き缶を、オークションで落札したという
。

## 出演番組
- NHK教育テレビ 「てれび絵本『えほん寄席』シリーズ」

## 著書
- 『落語ワンダーランド 子どもと大人の落語入門 2 犬の目』  （喜迴舎）
- 『落語ワンダーランド 子どもと大人の落語入門 4 つる』 （喜迴舎）